# Paavo Raussi

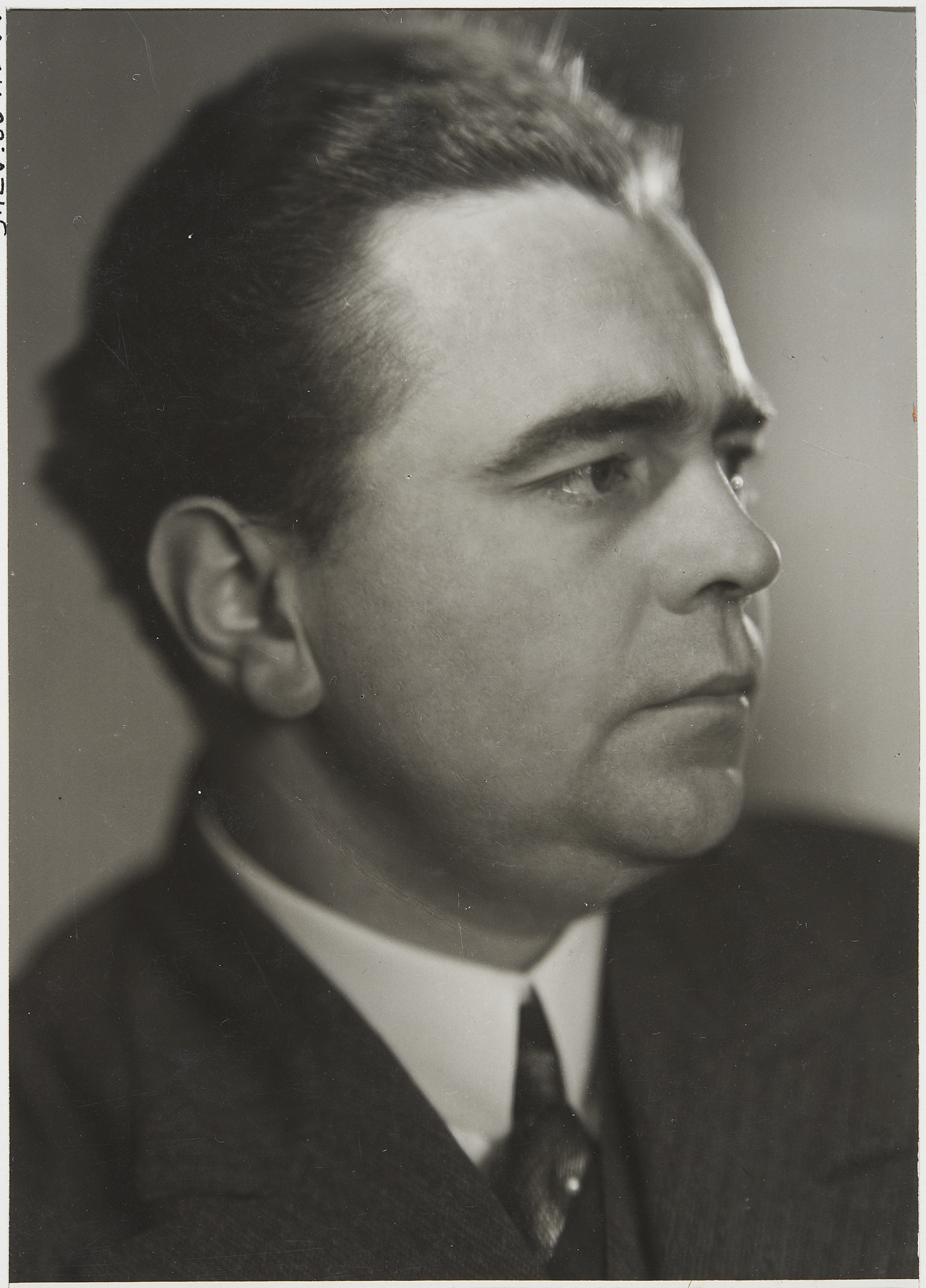
Paavo Raussi.

Paavo Raussi, född 19 mars 1901 i Vederlax, död 12 september 1987 i Helsingfors, var en finländsk organist.
Raussi, som var son till konsulenten Anton Raussi och Maria Vilhelmina Rosenblad, blev student 1919, avlade diplomexamen vid Helsingfors konservatorium 1925 och erhöll avgångsbetyg från Kyrkomusikinstitutet i Helsingfors 1937. Han studerade vid Leipzigs konservatorium 1925–1926, var e.o. kantor-organist i Sörnäs finska församling 1931–1940, tillförordnad organist i Paulusförsamlingen 1941–1942 och ordinarie från 1942. Han blev lärare i orgelspel vid Sibelius-Akademin från 1926, lektor där 1939 och var professor där från 1957. Han var lärare i orgelspel vid Kyrkomusikinstitutet i Helsingfors 1933–1951 och i piano- och orgelharmoniumspel vid Folkkonservatoriet 1926–1955. Han var ordförande i Helsingin Kanttori-urkuriyhdistys 1950–1961 och för Suomen Kanttori-urkuriliitto från 1960 och i centralstyrelsen för allmänna finska kyrkosångfesten från 1960. Han höll orgelkonserter i Helsingfors och i landsorten från 1924 samt medverkade som orgelsolist och ackompanjatör vid talrika kyrkokonserter. Han blev director musices 1944.